# Místní ústředna
Místní ústředna (MÚ, MTÚ) se nachází v hierarchii telefonních ústředen nejníže, tedy nejblíže k účastníkovi. Zpravidla obsluhuje lokalitu o poloměru okolo 5 kilometrů, která se nazývá MTO, neboli místní telefonní obvod. Jeho velikost je omezena fyzikálními parametry účastnického vedení (odpor, indukčnost a kapacita vodičů, které by mohly způsobit překročení povolených limitů pro úbytek napětí potřebného k napájení telefonu a maximálního přípustného útlumu hovorového signálu).

## Struktura telefonní sítě v ČR
Veřejná pevná telefonní síť v České republice je dvouúrovňová:
- Nejvyšší úroveň tvoří 8 tranzitních ústředen.
- Druhá úroveň je tvořena přibližně 140 řídícími telefonními ústřednami HOST, které nahradily starší uzlové telefonní ústředny, které se nacházely ve středu uzlového telefonního obvodu (UTO).
- Místní ústředny byly v rámci digitalizace telefonní sítě nahrazeny koncentrátory (RSU). Jedna uzlová telefonní ústředna obsluhuje okolo 40 koncentrátorů.

## Historické souvislosti
V rámci UTO existuje skryté směrové číslování. UTO je přirozená spádová oblast, spojená kulturně, historicky a administrativně. UTO, existující v bývalém Československu a současné České republice jsou v podstatě pozůstatkem starého administrativního členění z dob předválečné Republiky Československé. Do komunistické administrativní reformy z roku 1960 se UTO nazývaly Okresní Telefonní Síť, neboť skutečně pokrývaly území tehdejších okresů.

## Dělení ústředen v jiných zemích
Struktura telefonní sítě v různých zemích závisí na množství faktorů:
- Počtu telefonních účastníků
- Rozlehlosti země
- Charakteru osídlení
- Stavu a historii budovaní telefonní sítě

V USA se ústředny označují pomocí třídy (Class); 1 jsou ústředny nejvyšší úrovně. Někdy se používají také následující názvy:
- Intercarrier switching office (IXC)
- Intermediate switching office
- Toll office nebo toll centre (uzlová ústředna)
- End office (místní ústředna)

Jejich význam se však v různých zdrojích může lišit.